# 馬援
馬 援（ば えん、紀元前14年 - 49年）は、中国新末期から後漢初期の武将。伏波将軍の号でも知られる。字は文淵。その娘（馬皇后）は後漢の第2代明帝の皇后となった。また子孫に後漢末期・三国時代の武将の馬騰・馬超父子がいる。彼の名言「男児要当死於辺野、以馬革裹屍還葬耳（男子たるもの当然辺境の原野に死、馬の皮で遺体を包まれ葬られるべきである)」は広く伝わっている

## 略歴
右扶風茂陵県（現在の陝西省咸陽市興平市の北東）の人。その遠祖は戦国時代の趙の将軍の趙奢であり、趙奢は馬服君と名乗ったので、これが氏になったと言う。
曾祖父の馬通とその兄の馬何羅は武帝期の巫蠱の禍平定に功績があったが、馬何羅はこの乱の原因である江充と仲が良く、そのことで後難があるのではと恐れて、遂に反乱を起こして殺され、一族は前漢が滅ぶまで禁錮（仕官が出来ないこと）とされた。
馬援が12歳のときに父が亡くなり、長兄の馬況が馬援を教育することになった。馬援は斉詩を学ぶことがあったが、当時主流であった一字一句に拘る訓詁学を嫌い、北方での牧畜を望んだ。馬況は馬援が大志を抱いていることを知っており、将来必ず大人物になると思ってそれを許した。しかし、馬況は間もなく亡くなり、馬援は馬況の嫁の面倒をみることになり、北方へ行くことができなくなった。
前漢が滅びて王莽による新が成立すると郡の督郵となり、囚人の護送業務をしていたが、その囚人を哀れに思って逃がしてしまい、自らも北に逃亡してそこで念願の牧畜をはじめた。馬援の先祖が以前そこで役人をしていたこともあり、馬援はその地の頭となった。牧畜の傍ら農業も始め、馬援を慕う人間が次々と訪れ、その地の実力者となった。そのころ人々に「男子たるもの苦しいときには意志を強く持ち、老いてはいよいよ壮（さかん）でなくてはならない」「富を得ても施さなければただの守銭奴にすぎない」と語り、儲けた金品を親族友人に与え自分は粗末な衣服を着て仕事に熱中した。そのためますます人が集まるようになった。
新末期に新城大尹とされ、新滅亡後は隴西に割拠した隗囂の配下になった。隗囂は河北に勢力を持つ劉秀（光武帝）、蜀に割拠して皇帝を名乗っていた公孫述の二者を窺い、内情を調べさせるために、公孫述の同県人で旧知である馬援を蜀に使いさせた。馬援は暖かく迎えてくれると期待した公孫述が、皇帝の権威と儀礼で高圧的だったのに幻滅し、隗囂に対し公孫述は「井の底の蛙」であると伝え、光武帝に味方するべきだと訴えた。
28年（建武4年）、馬援は今度は光武帝への使者となった。光武帝は礼儀に拘らず「君は二帝の間に往来する。今、君を見て、自分が及ばざる者では無いかと恥じいる」と笑って馬援を迎える。馬援はそんなことはありませんと詫び「公孫述は旧知の我に対して戟を並べて、その後に我を進ませる。臣、遠くから来る。陛下、何ぞ刺客に非ずと知り、礼儀作法の簡易なることかくの如きや」と言えば、光武帝は「君は刺客でなく説客なるのみ」と笑う。これによって馬援は就くなら器の大きな光武帝と決め、光武帝の使者来歙と共に隴西に戻って隗囂を説得する。隗囂は長男の隗恂を人質となし、再度、馬援は来歙・隗恂と共に洛陽に行き、光武帝に臣として降った。

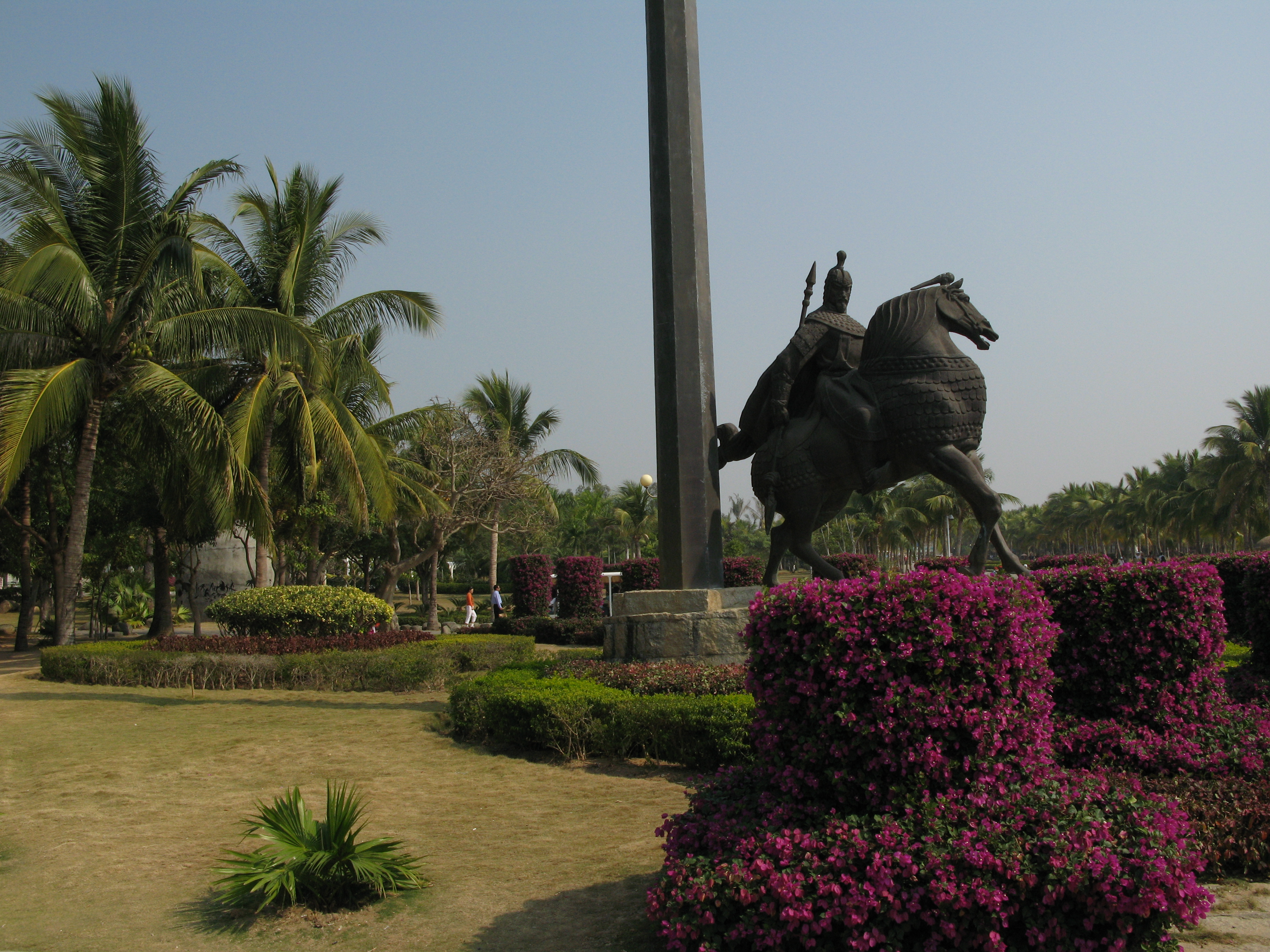
海南にある馬援の像

隗囂は30年（建武6年）に光武帝と対立し、抗戦の中、33年（建武9年）に病死した。この年馬援は太中大夫を拝し、中郎将来歙の副官として諸将を監督することになった。35年（建武11年）の隗囂残党討伐に馬援は功績を挙げ、次いで来歙の推薦によって隴西太守となった。
36年（建武12年）には公孫述を滅ぼして、光武帝の全国統一がなった。40年（建武16年）に交州（現在のベトナム北部）で徴姉妹が反乱を起こしたが、翌年に馬援は伏波将軍に任じられ、姉妹を討ち取って反乱を鎮圧した。
48年（建武24年）、馬援は武陵五渓の反乱討伐に出陣を願い出た。この時に既に62歳であり、光武帝も「もう年なのだから」と馬援を止めたが、馬援は「私はまだ馬にも良く乗れます」と言って馬に飛び乗り、光武帝も笑って「矍鑠たるかな、この翁」と言って出陣を許した。老いても元気な人を「矍鑠」と褒めるのはこの故事が由来となっている。翌年春、馬援は臨郷に進軍し、県城を攻撃していた反乱軍を迎撃して破った。3月、壺頭まで進軍したが、暑熱の環境で陣中に疫病が蔓延し、馬援も病に倒れて没した。
死後、馬援に恨みを持っていた虎賁中郎将の梁松は馬援が戦利品の宝物を私物化していたと讒言した。光武帝は激怒し、馬援の新息侯の印綬を剥奪した。甥の馬厳らが冤罪を訴えること6度におよび、雲陽県令の朱勃は罪は功をもって除くようにと上書した。永平初年、明帝が建武年間の名臣の肖像画を雲台に描かせた（雲台二十八将）が、その中に馬援の肖像はなかった。東平王劉蒼がこのことを訊ねたが、明帝は笑って答えなかった。78年（建初3年）、章帝は馬援に忠成侯の諡を贈った。

## 家族

### 曾祖父
- 馬通（馬何羅の弟）

### 祖父
- 馬賓

### 父
- 馬仲

### 兄
- 馬況
- 馬余
- 馬員[3]

### 男子
- 馬廖
- 馬防
- 馬光
- 馬客卿

### 女子
- 馬姜
- 明徳馬皇后

### 甥
- 馬厳（馬余の子）
- 馬敦（馬余の子）

### 族孫
- 馬棱

## 文学作品
- 宮城谷昌光『馬上の星 小説・馬援伝』中央公論新社、2022年